# Kalnciems
Kalnciems è un villaggio di 1 727 abitanti della parrocchia di Kalnciems nella regione storica di Semgallia, e nella municipalità di Jelgava, nella Lettonia centrale.
È situato 49 km ad est della capitale Riga, al fiume Lielupe. Kalnciems aveva lo status di città dal 1991 al 2010. Kalnciems è composta da tre parti: Kaigi, Kalnciems (il centro), e Purmaļi (che significa "ai margini della palude"). Ci sono molte paludi intorno alla città, viene estratta l'argilla e dolomia.

## Storia
Il nome Kalnciems deriva dal nome del lettone "Kalns" ("Montagna") e "ciems" ("villaggio"). Il villaggio di Kalnciems è stato creato nel XIX secolo. A quel tempo qui furono costruite fabbriche di mattoni. Molti di loro furono distrutti durante le battaglie della prima guerra mondiale.

## Galleria d'immagini

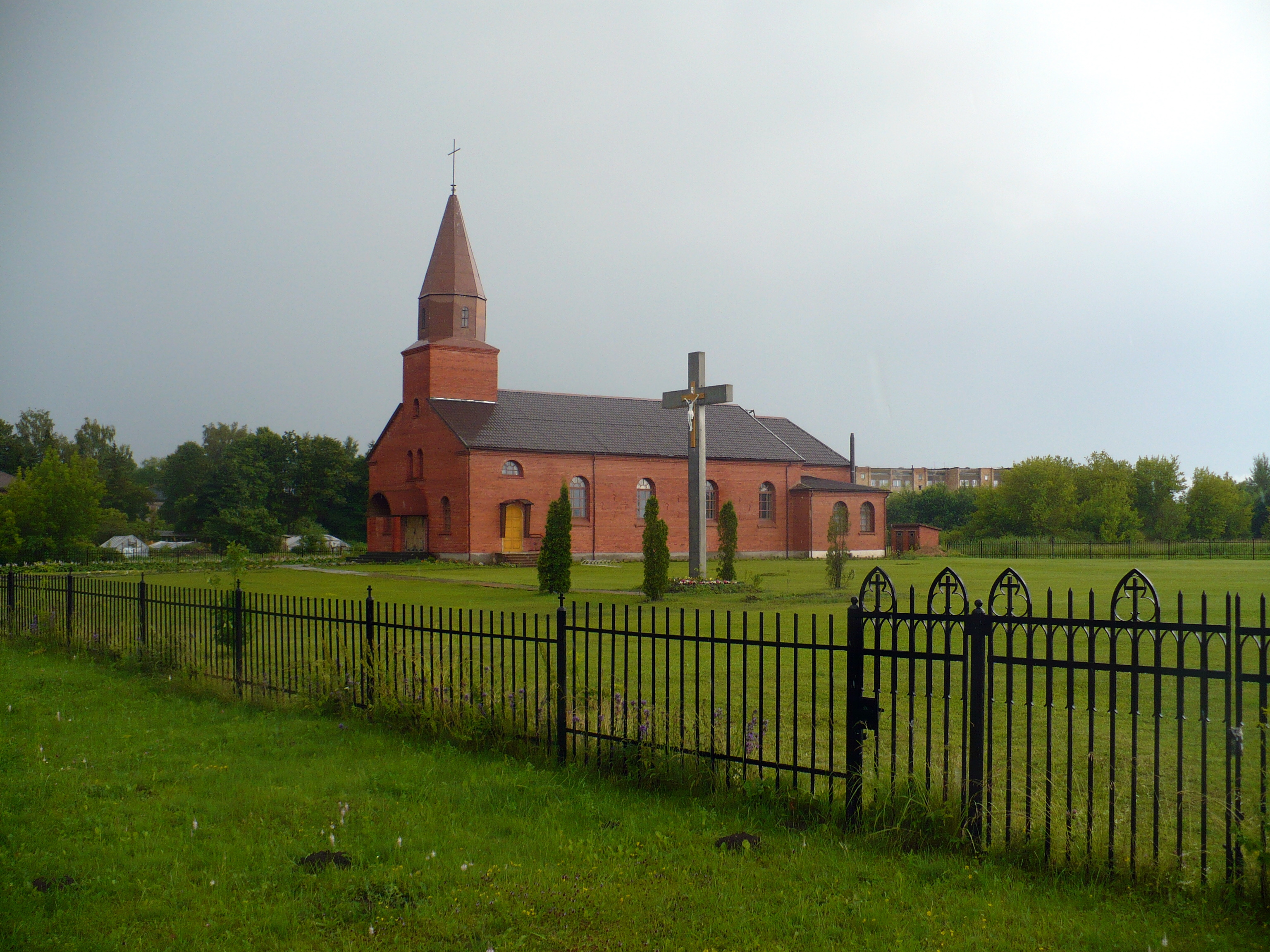
Chiesa
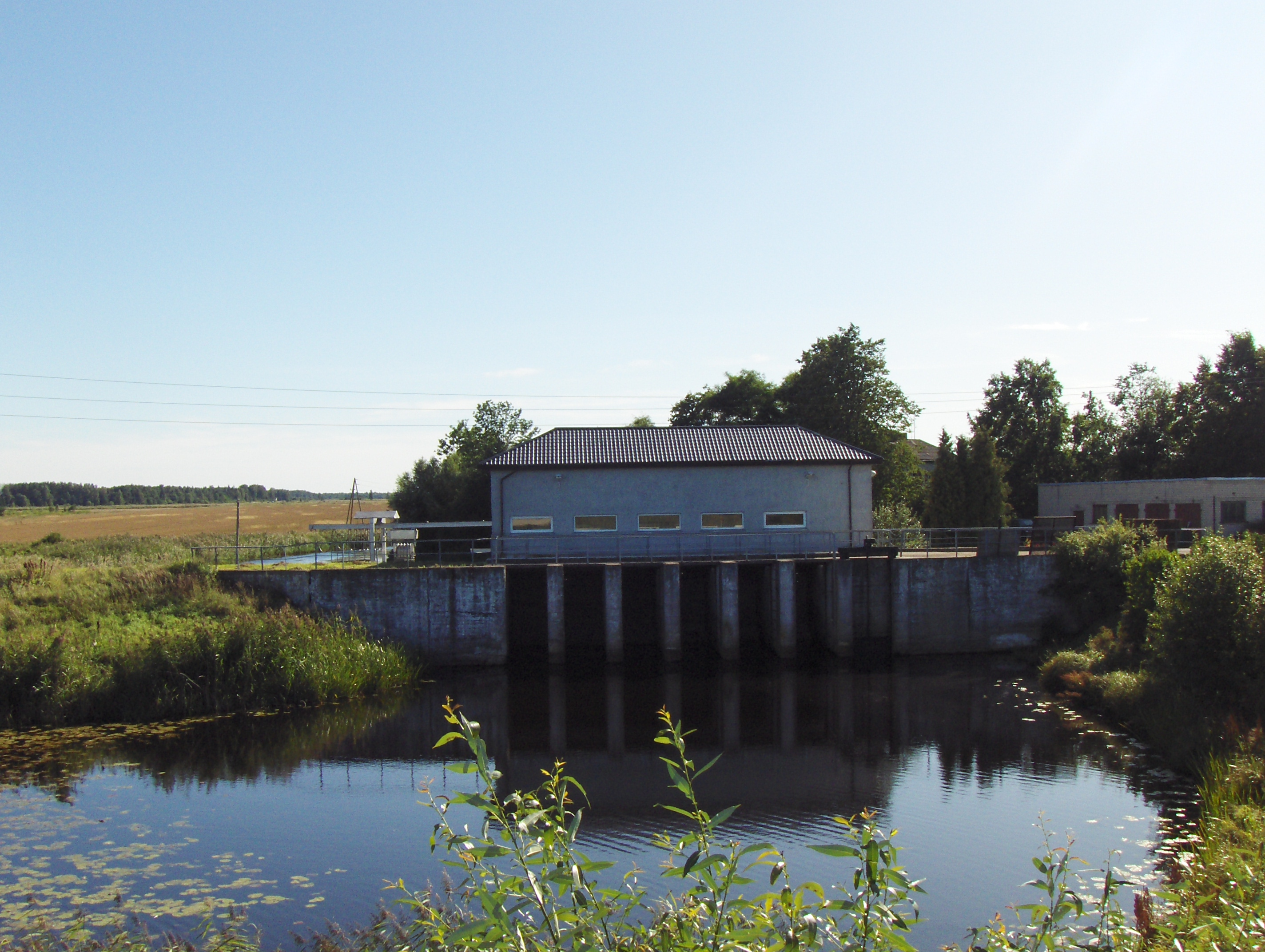
Una piccola centrale idroelettrica
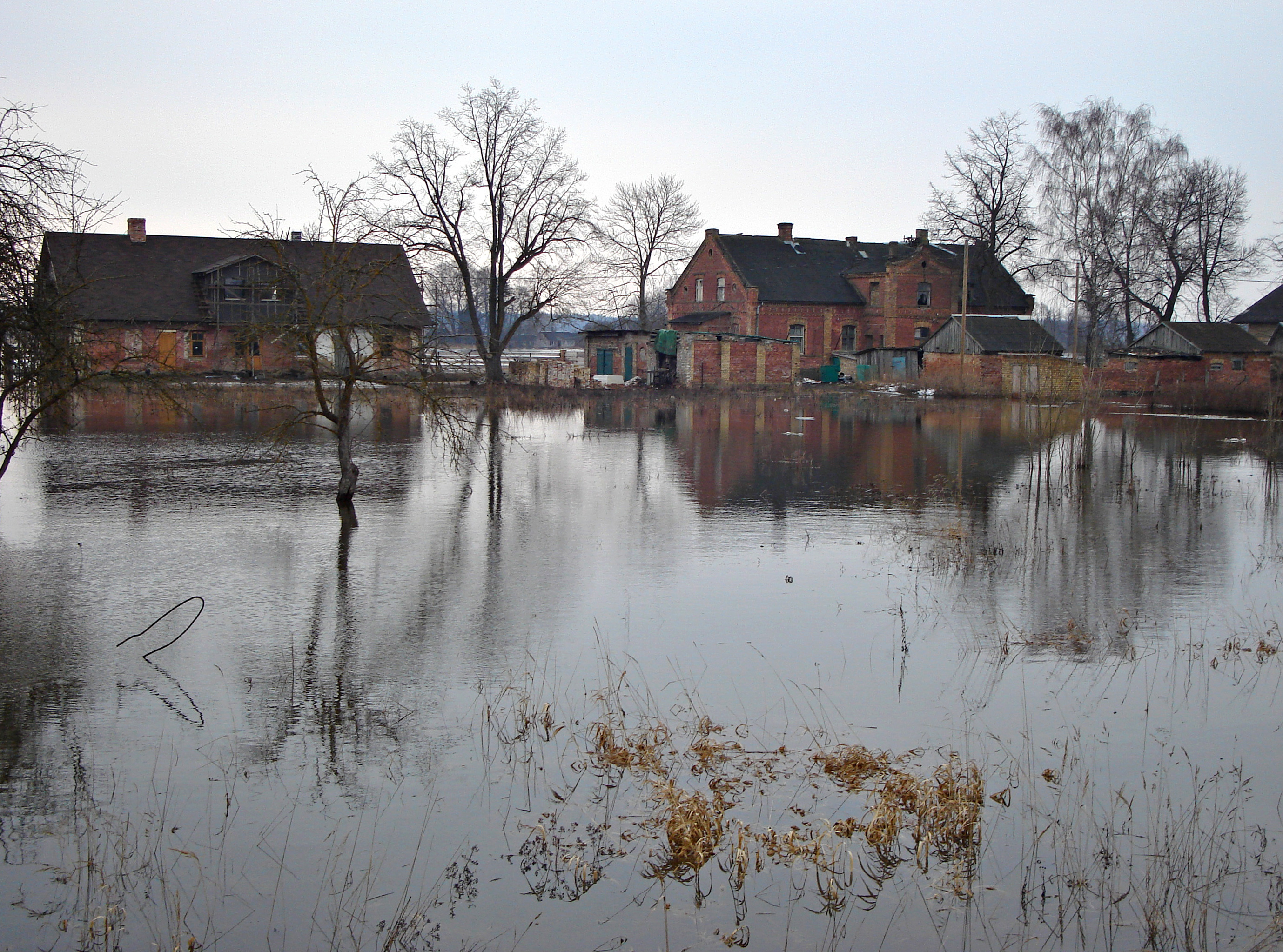
Acqua alta (2010)
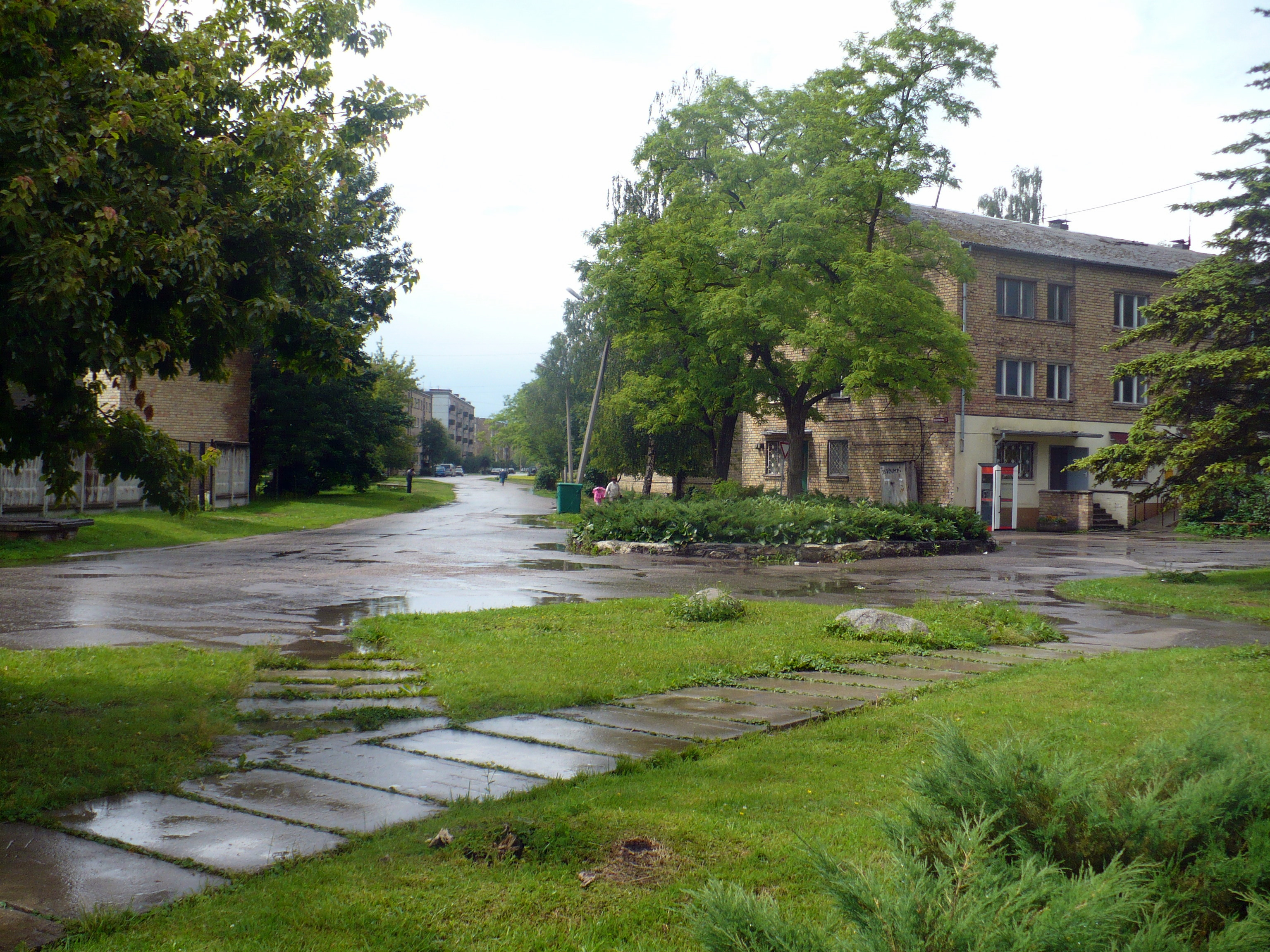
Al centro